# Нимфомия Родендорфа
Нимфомия Родендорфа (лат. Nymphomyia rohdendorfi) — вид двукрылых насекомых рода Nymphomyia из реликтового семейства Nymphomyiidae.

## Распространение
Восточная Россия: Дальний Восток (Магаданская область, Хабаровский край, Приморский край), Япония (Хоккайдо).

## Описание
Очень мелкие комарики, длина около 2 мм, крылья узкие. Ротовые органы не развиты (имаго не питаются). Жизненный цикл унивольтинный, имаго наблюдаются с июня по июль, роение происходит на высоте от 1 до 5 м (в скоплениях участвует несколько сотен особей). Личинки питаются микроскопическими водорослями. Личинки встречаются среди водяных мхов в небольших, быстрых ручьях и речках с высоким содержанием кислорода по верхнему течению рек Колыма и Амур. Вид был впервые описан в 1979 году российским диптерологом Е. А. Макарченко (Биолого-почвенный институт ДВО РАН, Владивосток, Россия) и назван в честь советского энтомолога, профессора Бориса Борисовича Родендорфа.